# Radiant (astronomia)
Radiant és el punt de l'esfera celeste en què pareixen convergir per efecte de la perspectiva totes les trajectòries dels diferents meteors que pertanyen a un mateix eixam de meteors.
Altres trajectòries denominades esporàdiques, tenen direccions arbitràries. La convergència cap al radiant no és més que un efecte de perspectiva, com és fàcil advertir. Les vertaderes trajectòries són sensiblement paral·leles en l'espai i pareixen convergir en el punt de fuga comuna, com veiem en els rajos solars que travessen un núvol, en els arbres d'una avinguda, en els carrils del ferrocarril, en els solcs d'un camp, etc.
En realitat, el radiant no és un punt, sinó una xicoteta àrea de l'esfera celeste. La dispersió dels entrecreuaments és deguda, en part, al fet que les trajectòries dels corpuscles es troben un poc desviades per l'acció de l'atracció terrestre i la resistència de l'aire sobre les partícules de formes irregulars, però sobretot per una sèrie d'errors d'observació. Algunes de les rares observacions fotogràfiques de radiants que posseïm presenten una dispersió prou menor que la determinada per observacions visuals, que constituïxen la quasi totalitat dels nostres coneixements en esta qüestió. Hi ha el costum de considerar com pertanyent a un mateix radiant tots els meteors observats visualment i les trajectòries dels quals s'encreuen en una superfície el diàmetre de la qual no siga major dels 2º. Quant als meteors observats fotogràficament, que són els més brillants, les seves trajectòries es tallen en angles de minuts d'arc, cosa que demostra la precisió de les mesures que s'executen amb els clixés.
Les pluges d'estrelles més importants porten el nom de les constel·lacions, en què es troba el radiant, a què s'afegeix la lletra grega de l'estrela més pròxima o un nombre d'ordre cronològic segons l'ordre de visibilitat durant l'any, si se'n troben diverses en la mateixa constel·lació. Així, per exemple, tenim els Lírids, els Perseids, els Leònids, els g Aquàrids (o Aquàrids I), els d Aquàrids (o Aquàrids II), els Oriònids, etc. Totes les altres, en nombre de diversos centenars, es coneixen simplement per les seues coordenades equatorials. Els radiants que es poden observar durant diversos dies, a vegades durant setmanes, no són fixos, sinó que es desplacen a poc a poc per efecte de la combinació dels moviments de la Terra i els corpuscles.